# میگل ارموسو
میگل ارموسو (اسپانیایی: Miguel Hermoso‎؛ زادهٔ ۱۹۴۲) یک کارگردان فیلم و فیلم‌نامه‌نویس اهل اسپانیا است. وی از سال ۱۹۷۶ میلادی تاکنون مشغول فعالیت بوده‌است.